# Y Librae
Y Librae är en pulserande variabel av Mira Ceti-typ (M) i stjärnbilden Vågen. 
Stjärnan varierar mellan visuell magnitud +8,3 och 14,8 med en period av 277 dygn.